# Pierre-Pucre
La Pierre-Pucre, appelée aussi Pierre de Pucre, est un  dolmen situé à Écluzelles dans le département français d'Eure-et-Loir.

## Historique
À la fin des années 1960, l'existence du dolmen est menacé par l'extension de la sablière dans lequel il est inclus. Le dolmen a été restauré en 1968 sous le direction de Jean L'Helgouach et avec l'aide du 5e régiment du génie de Versailles,. Au début des années 1970, l’aménagement du site, qui deviendra le plan d'eau de Mézières-Écluzelles, isole le dolmen sur un îlot dont l'accès est interdit (réserve ornithologique).

## Description
Le dolmen est orienté nord-sud. Il est délimité par trois orthostates (2 côté oriental, 1 côté occidental). Côté oriental, les dalles mesurent respectivement 2 m de long sur 1,15 m de haut et 1,60 m sur 1,28 m et côté occidental 3,56 m sur 1,40 m. L'ensemble est recouvert d'une énorme table en poudingue de 5,50 m de long, 3,50 m de large et environ 1 m d'épaisseur dont le poids est estimé entre 30 et 40 tonnes,.
Au cours des travaux de restauration, un petit matériel archéologique a été découvert. Il comprend des objets lithiques en silex (1 percuteur, 1 grattoir et 1 fragment de poignard type Grand-Pressigny), attribué au Néolithique final, et des fragments de briques et de poteries médiévales.